# إيزابو البافارية
إيزابو الباڤارية (بالفرنسية: Isabeau de Bavière) (1370م-1435م)، وإسمها الحقيقي هو إليزابيث، وهي قرينة شارل السادس ملك فرنسا. وُلدت سنة 1370م من أسرة ڤيتّلسْباخ التي كانت تحكم باڤاريا آنذاك، وهي ابنة ستيفن الثالث دوق بافاريا وتاديا فيسكونتي من ميلانو. تزوجت من الملك شارل السادس عام 1385م بعمر 15 سنة، وواجهت عدة صعوبات في حياتها بسبب حكم زوجها. وتوفيت في 24 سبتمبر 1435م في باريس في مملكة فرنسا.

## الزواج والأطفال
تزوج شارل السادس بإيزابو الباڤارية في أميان في 17 يوليو 1395م، ورزقوا ب12 طفلا:
1. شارل (1386-1386)، لا أولاد له.
2. جان (1388-1390)، لا أولاد لها.
3. إيزابيل (1389-1409)، تزوجت في البداية في 1396 مع ريتشارد الثاني ملك إنجلترا، ثم في 1407 من شارل دوق أورليان، وأنجبت منه بنت.
4. جان (1391-1433)، تزوجت في 1396 مع جان الخامس دوق بريتاني (1389-1442)، ورزقوا بأطفال.
5. شارل (1392-1401)، دوق غيان، لا أولاد له.
6. ماري (1393-1438)، رئيسة دير في بواسي، لا أولاد لها.
7. ميشال (1395-1422)، تزوجت في 1409 مع فيليب الطيب أين رزقوا ببنت.
8. لويس (1397-1415)، دوق غيان، لا أولاد له.
9. جان (1398-1417)، دوق توران، لا أولاد له.
10. كاترين (1401-1437)، قرينة ملك إنجلترا، تزوجت في 1420 مع هنري الخامس، ثم سرياً بين 1425 و1428 مع أوين لوغوتش، وأنجبت من هذا الأخير عدة أطفال، منهم إدموند تيودور.
11. شارل السابع (1403-1461)، ملك فرنسا، ورزق بعدة أطفال.
12. فيليب (1407-1407)، لا أولاد له.

وفقًا للمؤرخين المعاصرين، ظل إيزابو الباڤارية قريبة من أطفالها خلال طفولتهم: فهي جعلهم يسافرون معها، واشترت لهم الهدايا والنصوص التعبدية وضمنت تعليم بناتها. بالإضافة إلى ذلك، عارضت أي انفصال عن أبنائها الذين تتطلب عاداتهم إرسالهم إلى عائلات نبيلة لينشئوا هناك.
أفاد «ميشيل بينتوين» (بالفرنسية: Michel Pintoin) (1349م-1421م) راهب دير «سان دوني» (بالفرنسية: abbaye de Saint-Denis) (من 1368م)، وعميد لا جارين في عام 1394م، ومنشد الجماعة من عام 1400 تقريبًا، والمؤلف الرئيسي للسجل اللاتيني الرسمي لعهد الملك شارل السادس، والمعروف باسم «وقائع سان دوني الدينية»، أن «الملكة مستاءة من عقد زواج ابنها الرابع جان، دوق تورين، الذي تم إرساله للعيش مع والدي خطيبته جاكلين الباڤارية، وأنها تحافظ على المراسلات الوثيقة مع بناته بعد زواجهن».
وفي سياق وباء الطاعون الذي انتشر في يونيو 1399م في باريس، وافقت إيزابو الباڤارية بصعوبة على الانفصال عن أطفالها لإرسالهم إلى بر الأمان وأصرت على إبقاء ابنها الأصغر، جان، بسبب صغر سنه وعدم قيامه برحلة طويلة.
قبلت جماعة «رهبانية سلستين» (بالفرنسية: Ordre des Célestins)، التي تدرك ارتباط إيزابو الباڤارية القوي جدًا بأطفالها، أن إيزابو «عندما، ومتى تشاء، [...] يمكنها الدخول إلى الدير والكنيسة... في مزارع الكروم والحدائق، من أجل الإخلاص والتسلية والمتعة لها ولأولادها».